# Claudia López Hernández
Claudia Nayibe López Hernández (Bogotá - 9 de março de 1970) é uma política colombiana. Ela era senadora da República da Colômbia e candidata a vice-presidente nas eleições presidenciais de 2018 para o partido da Aliança Verde. Em outubro de 2019, foi eleita prefeita de Bogotá, a primeira mulher e abertamente gay a ser eleita para este cargo.

## Carreira
A aparição de López na vida pública está ligada ao movimento estudantil da Séptima papeleta, que entre 1989 e 1990 foi o que impulsionou a Assembleia Constituinte da Colômbia em 1991. Em 2014, Claudia López foi eleita para o Senado com 81.125 votos como candidata ao partido da Aliança Verde.

## Reconhecimento
É uma das 100 Mulheres da lista da BBC de 2020.